# Mylochromis gracilis
Mylochromis gracilis es una especie de peces de la familia Cichlidae en el orden de los Perciformes.
Los machos pueden llegar alcanzar los 22 cm de longitud total. Vive en zonas de clima tropical entre los 24 y 26 °C de temperatura. Es un endemismo del sur del lago Malaui, en África.